# Манро, Уильям
Уильям Манро (англ. William Munro, 1818 — 29 января 1880) — британский ботаник и генерал.

## Биография
Уильям Манро родился в 1818 году.
20 января 1834 года он пошёл в армию. В апреле 1836 года Манро стал лейтенантом, 2 июля 1844 года — капитаном, 7 мая 1852 года — майором, а 11 ноября 1853 года — подполковником. 6 марта 1868 года Уильям Манро стал генерал-майором, командовал войсками в Вест-Индии; 10 февраля 1876 года он стал генерал-лейтенантом, а 25 июня 1878 года — генералом.
Манро также был эрудированным ботаником: он сумел сочетать свои воинские обязанности с изучением номенклатуры, сходств и классификации трав. Он внёс значительный вклад в ботанику, описав множество видов растений.
Уильям Манро умер 29 января 1880 года.

## Научная деятельность
Уильям Манро специализировался на семенных растениях.

## Публикации
- Discovery of Fossil Plants at Kamptee, 'Proc. Agr. Soc. India', 1842, pp. 22–23.
- On Antidotes to Snake-bites, 'J. Agr. Soc. India', 1848, vi. 1—23.
- Report on Timber Trees of Bengal, 'Edinburgh New Phil. J.', 1849, xlvi. 84—94.
- Froriep Notizen, 1849, x. 81—7, 'Characters of some New Grasses collected at Hong Kong & in the vicinity by Mr. Charles Wright in the North Pacific Exploring Expedition', 'American Academy Proceedings', 1857—1860, vi. 362—8.
- An Identification of the Grasses of Linnæus's Herbarium, now in possession of the Linnean Society of London, 'Linn. Soc. J.', 1862. vi. 33—55.
- A monograph of the Bambusaceae. In: 'Trans. Linn. Soc. London'. 26, 1868.

## Почести
В его честь были названы следующие роды растений:
- Monroa Torr., 1857
- Munronia Wight, 1838

Также именем Манро названо множество видов, в том числе Pritchardia munroii Rock,
Elaeocarpus munroii Mast., Monocera munroii Wight, Eugenia munroii Miq. и Passiflora × munroii Mast.